# Свети Дидим, Немесије и Потамије
Свети Дидим, Немесије и Потамије  су свети мученици и светитељи кипарске православне цркве.
Детаљи њиховог живота су мало познати. Према архимандриту Кипријану (касније архиепископу Кипра), они су погубљени на Кипру, али их је Јевсевије Цезарејски приписао Александријској цркви.
Мошти Светог Немесија чувају се у базилици Санто Стефано у Болоњи.
Православна црква помиње светог Дидима, Немесија и Потамија 20. фебруара